# K.
K.（けい.、本名：山本景子（やまもと けいこ）、1973年4月30日 - ）は日本の女性歌手。血液型A型。京都府出身。

## 経歴
- 1994年 - Groovy Boyfriendsのボーカル山本景子として「愛を全部あげたい」でデビュー。
- 1999年 - ☆Taku（m-flo）が「Little Wish」のリミックスを希望。9月にcutting edgeより、☆Takuがリミックスしたシングル『Little Wish』でK.としてソロデビュー。
- 2003年 - アレンジャー・プロデューサーの境亜寿香とKaska.を結成。

## ディスコグラフィ

### シングル
1. Little Wish（1999年）
2. the love hole（2000年）
3. Never Say...（2000年）
4. Under the same sky（2000年）
5. Echo（2001年）- 「アルバム型コンセプトマキシシングル」第一弾。トータルプロデュースはchari chari（井上薫）
6. Watar（2001年）- 「アルバム型コンセプトマキシシングル」第二弾。トータルプロデュースはcalm
7. After the Silence（2001年）- 「アルバム型コンセプトマキシシングル」第三弾。トータルプロデュースはbayaka
8. 最後のサイダー（2001年）- プロデュースは☆Taku（m-flo）

### アルバム
1. Kaleidolife（2000年）
2. Keynote（2001年）- 共同プロデュースは☆Taku（m-flo）
3. Kirakira.（2003年）